# 图特哈里三世
图特哈里三世（英語：Tudhaliya III），新王国的赫梯国王。在位短暂，文献残缺不全，死后由苏庇路里乌玛一世继位。